# Колесников Юрій Васильович
Юрій Васильович Колесников (нар. 11 березня 1956, Луганськ, УРСР — пом. 21 грудня 2016, Луганськ, Україна) — радянський та український футболіст, нападник. Майстер спорту СРСР (1977). Зіграв 68 матчів (16 голів) у вищій лізі СРСР та 12 матчів у вищій лізі України.

## Життєпис
Вихованець луганського футболу, перший тренер Володимир Іванович Коваленко, потім тренувався в спортінтернаті (ШІСП) у Вадима Дмитровича Добіжі. З 1974 року грав за дубль «Зорі» в першості дублерів. У 1975 році був призваний в армію і в цей період виступав за смоленську «Іскру», в її складі виграв титул чемпіона РРФСР (1976).
У 1977 році повернувся в Луганськ і за наступні два з половиною сезони провів 68 матчів і забив 16 голів у складі «Зорі» у вищій лізі СРСР. Дебютний матч на вищому рівні зіграв 5 липня 1977 року проти ленінградського «Зеніту». Вперше відзначився 18 травня 1978 року, зробивши дубль у ворота московського «Торпедо». У сезоні 1979 став найкращим бомбардиром команди з 10 м'ячами, проте «Зоря» в цьому сезоні вилетіла з вищої ліги. Колесніков продовжував грати за клуб в першій і другій лігах і всього провів у складі «Зорі» 464 матчі і забив 81 м'яч. У 1980-і роки був переведений на позицію півзахисника. У 1986 році став чемпіоном Української РСР (серед команд другої ліги).
У 1989-1990 роках виступав за «Стахановець» на рівні колективів фізкультури, пізніше повернувся в «Зорю». Брав участь в двох перших сезонах незалежного чемпіонату України. Наприкінці кар'єри грав на аматорському рівні за «Гірник» з Брянки.
За кількістю проведених матчів за «Зорю» Колесников займає друге місце в історії, поступаючись Анатолію Куксову, а за кількістю забитих м'ячів займає третє місце, поступаючись Куксову й Олександру Малишенку.
Після закінчення кар'єри гравця протягом 20 років працював тренером в СДЮШОР «Зоря», також протягом двох років тренував аматорський клуб «Шахтар».
Помер 21 грудня 2016 року у 61-му році життя.